# Нив-Адур
Нив-Аду́р (фр. Nive-Adour) — кантон во Франции, находится в регионе Аквитания, департамент Атлантические Пиренеи. Входит в состав округа Байонна.
Код INSEE кантона — 6413. Всего в кантон Нив-Адур входит 10 коммун, центральный офис расположен в Мугере.

## История
Кантон был образован декретом от 25 февраля 2014 года, который вступил в силу 22 марта 2015 года. В состав новообразованного кантона вошли коммуны упразднённых кантонов Сен-Пьер-д’Ирюб (5 коммун), Бидаш (3 коммуны) и Ла-Бастид-Клеранс (2 коммуны).

## Население
Население кантона на 2015 год составляло … человек.

## Коммуны кантона
| Коммуна         | Население, чел. (2010) | Почтовый индекс | Код INSEE |
| --------------- | ---------------------- | --------------- | --------- |
| Бардос          | 1620                   | 64520           | 64094     |
| Брискус         | 2633                   | 64240           | 64147     |
| Вильфранк       | 2225                   | 64990           | 64558     |
| Гиш             | 907                    | 64520           | 64250     |
| Лаонс           | 2066                   | 64990           | 64304     |
| Мугер           | 4669                   | 64990           | 64407     |
| Сам             | 628                    | 64520           | 64502     |
| Сен-Пьер-д’Ирюб | 4390                   | 64990           | 64496     |
| Юркюит          | 2172                   | 64990           | 64540     |
| Юрт             | 2195                   | 64240           | 64546     |